# Valdemar Mota da Fonseca
Valdemar Mota da Fonseca (18 de març de 1906 - abril de 1966) fou un futbolista portuguès de la dècada de 1930.
Fou 21 cops internacional amb la selecció portuguesa amb la qual participà en els Jocs Olímpics de 1928.
Pel que fa a clubs, defensà els colors de FC Porto.